# ولیکی پشیجن
ولیکی پشیجن (به لاتین: Veliki Pašijan) یک زیستگاه انسانی در کرواسی است.